# Gaillac-Toulza
 Gaillac-Toulza  es una población y comuna francesa, en la región de Mediodía-Pirineos, departamento de Alto Garona, en el distrito de Muret y cantón de Cintegabelle.

## Demografía
| 771 | 747 | 658 | 610 | 770 | 910 |
| Para los censos de 1962 a 1999 la población legal corresponde a la población sin duplicidades (Fuente: INSEE [Consultar]) |     |     |     |     |     |